# Przemysław Wojcieszek
Przemysław Wojcieszek (ur. 18 marca 1974 w Jelczu-Miłoszycach) – reżyser filmowy i teatralny, scenarzysta.

## Życiorys
Jest zaliczany do twórców polskiego kina niezależnego. Ukończył IV Liceum Ogólnokształcące we Wrocławiu. Studiował polonistykę na Uniwersytecie Wrocławskim oraz Uniwersytecie Jagiellońskim w Krakowie. Jest autorem scenariusza do filmu Poniedziałek Witolda Adamka (1998), napisał również scenariusze do wszystkich swoich filmów. Jako reżyser zadebiutował w 1999 filmem Zabij ich wszystkich. W 2005 otrzymał Paszport „Polityki” w kategorii "Film" za "oryginalne dzieła będące manifestem pokolenia trzydziestolatków szukających dla siebie miejsca w naszej rzeczywistości".
W 2004 zadebiutował w teatrze jako autor i reżyser sztuki Made in Poland, opowiadającej o dylematach zbuntowanego chłopaka z blokowiska. W 2005 Wojcieszek za jego reżyserię otrzymał Laur Konrada, główną nagrodę na Ogólnopolskim Festiwalu Sztuki Reżyserskiej "Interpretacje".

## Filmografia
- Poniedziałek (1998) scenariusz
- Zabij ich wszystkich (1999) reżyseria, scenariusz
- Głośniej od bomb (2001) reżyseria, scenariusz
- W dół kolorowym wzgórzem (2004) reżyseria, scenariusz
- Doskonałe popołudnie (2005) reżyseria, scenariusz
- Made in Poland (2010) reżyseria, scenariusz
- Sekret (2012) reżyseria, scenariusz
- Jak całkowicie zniknąć (2014) reżyseria, scenariusz

## Inscenizacje teatralne
- Made in Poland – Teatr Dramatyczny im. H. Modrzejewskiej w Legnicy (2004)
- Cokolwiek się zdarzy, kocham cię – TR Warszawa (2005)
- Darkroom, na motywach powieści Rujany Jeger – Teatr „Polonia” w Warszawie (2006)
- Osobisty Jezus – Teatr Dramatyczny im. H. Modrzejewskiej w Legnicy (2006)
- Dwoje biednych Rumunów mówiących po polsku – TR Warszawa (2006) / reżyseria; tekst: Dorota Masłowska
- Ja jestem zmartwychwstaniem – Teatr Dramatyczny im. J. Szaniawskiego w Wałbrzychu (2007)
- Zaśnij teraz w ogniu – Teatr Polski we Wrocławiu (2007)
- Miłość ci wszystko wybaczy – Teatr „Polonia” w Warszawie (2008)
- Królowe Brytanii – Teatr Powszechny im. J. Kochanowskiego w Radomiu (2010)
- Jeszcze będzie przepięknie – Teatr „Polonia” w Warszawie (2010)

## Najważniejsze nagrody
- 1999 – Grand Prix dla filmu Zabij ich wszystkich na I Festiwalu Filmów Amatorskich w Zielonej Górze
- 2004 – nagroda jury za najlepszą reżyserię za film W dół kolorowym wzgórzem na XXIX Festiwal Polskich Filmów Fabularnych w Gdyni
- 2005 – Laur Konrada na 7. Ogólnopolskim Festiwalu Sztuki Reżyserskiej "Interpretacje"
- 2005 – pierwsza nagroda za spektakl i druga nagroda indywidualna za reżyserię autorskiego przedstawienia Made in Poland w XI Ogólnopolskim konkursie na wystawienie polskiej sztuki współczesnej
- 2005 – Paszport „Polityki” w kategorii "Film"
- 2006 – nagroda główna Prezydenta Miasta Gdyni Wojciecha Szczurka – dla spektaklu Made in Poland w I Festiwalu Polskich Sztuk Współczesnych "R@port"